# 황미숙 (안무가)
황미숙(1970년 ~)은 대한민국의 배우이자 안무가이자 연출가이다.

## 학력
- 1989년 ~ 1993년 동국대학교 연기학과 (졸업)
- 1999년 ~ 2002년 상명대학교 대학원 무용학과 (졸업)
- 2002년 ~ 2008년 동덕여자대학교 대학원 무용학과 (졸업)

## 공연
- 2022년 소통 시리즈 16번째 이야기
- 2021년 경기도 공연예술 활성화사업 퍼포먼스그룹153 테레비 죤
- 2021년 Change Of Season 7
- 2021년 개를 데리고 다니는 부인 - 성남
- 2021년 개를 데리고 다니는 여인
- 2019년 슈만 잠들다
- 2019년 One Thing
- 2018년 One Thing
- 2018년 사흘만 볼 수 있다면

## 드라마
- 1983년 KBS1 고교생 일기

## 영화
- 2020년 부쉬 언더 샤인 - 감독, 각본, 안무
- 2017년 아들에게 가는 길 - 무용단장 역

## 경력
- 2008~ 퍼포먼스그룹153 리더
- 2007~2010 한국라반움직임연구소 연구원
- 1993 MBC 22기 공채 탤런트